# Horst-Werner Schlierer
Horst-Werner Schlierer (* 29. Juni 1960 in Hülben) ist ein ehemaliger deutscher Fußballspieler.
In der Jugend spielte Schlierer für den SV Hülben und den TuS Metzingen. Als Aktiver kehrte er zunächst zu seinem Hülbener Heimatverein zurück, für den er von 1978 bis 1980 in der Bezirksliga spielte und dabei zweimal Torschützenkönig mit 30 und 36 Toren wurde. Er wechselte daraufhin zu den in der Oberliga Baden-Württemberg spielenden Amateuren des VfB Stuttgart. Zur Saison 1982/83 stieg er in den Lizenzspielerkader des Vereins auf. Sein erstes Bundesligaspiel bestritt Schlierer am 25. September 1982, als er beim 3:0-Auswärtserfolg gegen Bayer 04 Leverkusen in der 83. Minute für Thomas Kempe eingewechselt wurde. In der restlichen Vorrunde kam er auf drei weitere Einsätze. Nachdem Horst-Werner Schlierer in der Rückrunde nicht mehr berücksichtigt worden war, wechselte er im Sommer 1983 zu THOR Waterschei nach Belgien. Weitere Profistationen waren Royal Antwerpen und Patro Eisden.
Zwischen 1990 und 1992 war Schlierer Spielertrainer von Genk VV. Danach war er bis 2001 Jugendtrainer des KRC Genk, seitdem ist er sportlicher Kommissar der Jugendabteilung. Darüber hinaus ist er seit 1998 Talentscout für die Lizenzspielerabteilung des Vereins. 
Horst-Werner Schlierer wohnt seit 1983 im belgischen Genk und ist verheiratet mit Lisanne Govaers, mit der er zwei Söhne hat.